# Betsy McCaughey
Elizabeth Helen "Betsy" McCaughey, nata Peterken, in precedenza nota come Betsy McCaughey Ross (Pittsburgh, 20 ottobre 1948), è una politica statunitense, dal 1995 al 1998 vicegovernatore di New York durante il primo mandato del Governatore George Pataki. Ha cercato senza successo la nomina a governatore del Partito Democratico dopo che Pataki non l'ha ripresa con sè e nel 1998 è finita nel ballottaggio sotto la linea del Partito Liberale. Nell'agosto 2016 durante la campagna presidenziale di Donald Trump ha annunciato di aver aderito alla campagna come consulente economico..
Storica di formazione, con un dottorato di ricerca presso la Columbia University, McCaughey ha, nel corso degli anni, fornito commenti politicamente conservatori ai media sulle politiche pubbliche statunitensi che riguardano questioni legate all'assistenza sanitaria. Il suo attacco del 1993 al piano sanitario Clinton è stato probabilmente un fattore importante nella sconfitta del disegno di legge inizialmente popolare al Congresso. Nel 2009, le sue critiche all'Affordable Care Act, poi un disegno di legge in discussione al Congresso, hanno nuovamente ottenuto una significativa attenzione da parte dei media nelle interviste televisive e radiofoniche.
È stata membro dei think tank conservatori Manhattan Institute e Hudson Institute e ha scritto numerosi articoli e editoriali. È stata membro dei consigli di amministrazione delle società di apparecchiature mediche Genta (dal 2001 al 2007) e Cantel Medical Corporation ma si è dimessa nel 2009 per evitare l'apparenza di conflitto di interessi con la sua difesa pubblica contro l'Affordable Care Act.

## Biografia
McCaughey e suo fratello gemello, William, sono nati a Pittsburgh da Ramona Peterken e suo marito Albert, un portiere di fabbrica. La famiglia si trasferì negli Stati Uniti nordorientali per sei anni prima di stabilirsi a Westport, nel Connecticut, dove il padre fece lavori di manutenzione e successivamente di ingegneria in una fabbrica di tagliaunghie. McCaughey ha ricordato la difficoltà dei suoi genitori nel permettersi cure mediche: "Mio fratello era un grave asmatico da bambino. Ricordo i miei genitori seduti al tavolo della cucina chiedendosi se potevano permettersi di portarlo in ospedale". Il padre di McCaughey morì nel 1970 all'età di 60 anni. Sua madre, un'alcolizzata, morì l'anno successivo di malattie del fegato all'età di 42 anni.
McCaughey ha frequentato le scuole pubbliche di Westport fino al decimo anno, trascorrendo gran parte del tempo libero in biblioteca. Dopo aver ricevuto una borsa di studio, si è trasferita in un collegio privato del Massachusetts, la Mary A. Burnham School, per i suoi ultimi due anni di liceo, rientrando raramente casa. Ha poi ricevuto un'altra borsa di studio per frequentare il Vassar College, dove si è laureata con lode nel 1970 in storia. Ha scritto la sua tesi di laurea su Karl Marx e Alexis de Tocqueville. McCaughey ha proseguito la sua scuola di specializzazione presso la Columbia University di New York, conseguendo la laurea magistrale nel 1972 e il dottorato di ricerca in storia costituzionale nel 1976.
Ha vinto il Bancroft Dissertation Award in American History della Columbia nel 1976 e la sua tesi è stata pubblicata dalla Columbia University Press nel 1980, From Loyalist to Founding Father: The Political Odyssey of William Samuel Johnson. Ha anche contribuito con un capitolo su Johnson al libro del 1979 The American Revolution: Changing Perspectives di William M. Fowler e Wallace Coyle.
Mentre completava il suo dottorato di ricerca, McCaughey ha lavorato nel dipartimento di corporate banking presso la Chase Manhattan Bank e come addetta ai prestiti nella divisione Food, Beverage, and Tobacco. Ha anche seguito corsi di contabilità presso la Columbia's School of Business.

## Attività accademica (1977-1988)
McCaughey ha insegnato storia come assistente professore in visita al Vassar College nel 1977–1978 ed è stata docente nel 1979–1980. Tra il 1981 e il 1983 ha insegnato in due classi all'anno, entrambe alla Columbia University. Tra il 1983 e il 1984, ha avuto una borsa di studio post-dottorato National Endowment for the Humanities. Dal 1986 al 1988, è stata curatrice ospite presso la New York Historical Society e responsabile della mostra del museo che commemora il bicentenario della Costituzione degli Stati Uniti. Ha anche scritto un libro, Government by Choice: Inventing the United States Constitution, catalogo della mostra.

## Attività politica
Alla fine degli anni '80, invece di dedicarsi alla televisione come aveva pensato in un primo tempo, McCaughey ha scelto di occupare una posizione di studiosa senior presso il Center for the Study of the Presidency, in servizio dal 1989 al 1992. Lì scrisse articoli, recensioni di libri e editoriali per la rivista, Presidential Studies Quarterly (PSQ); ha scritto anche per USA Today sostenendo la riforma del metodo del Collegio elettorale per eleggere il presidente. Ha testimoniato in un'udienza del 22 luglio 1992 davanti alla sottocommissione giudiziaria del Senato degli Stati Uniti sulla Costituzione e ha contribuito a produrre un rapporto suggerendo emendamenti costituzionali per correggere i difetti percepiti nel Collegio elettorale.
McCaughey ha anche scritto articoli per il The Wall Street Journal, The New York Times e USA Today in cui si opponeva ai piani che coinvolgevano la riorganizzazione distrettuale locale e statale per conformarsi al Voting Rights Act. Ha anche sostenuto la nomina di un giudice federale, Clarence Thomas, alla Corte Suprema degli Stati Uniti, difeso un'azienda di tabacco in un contenzioso davanti alla Corte Suprema ed elogiato la decisione Planned Parenthood v. Casey Supreme Court del 1992, che limitava il diritto all'aborto.

### Riforma sanitaria (1993–1994)
Il 22 settembre 1993, il presidente degli Stati Uniti Bill Clinton ha tenuto un discorso televisivo sul suo piano di riforma sanitaria per tutti a una sessione congiunta del Congresso. Dal 28 al 30 settembre 1993, la First Lady Hillary Clinton, l'architetto del piano sanitario, testimoniò sui suoi dettagli davanti a cinque comitati del Congresso degli Stati Uniti. Il costo dell'assicurazione per i circa 37 milioni di persone allora non assicurate doveva essere coperto in parte da nuove tasse sul tabacco. L'ultimo giorno della testimonianza di Hillary Clinton, il Wall Street Journal ha pubblicato un editoriale di McCaughey, in cui ha scritto che la bozza di legge di 239 pagine differiva notevolmente dalle dichiarazioni pubbliche della Casa Bianca e avrebbe avuto "conseguenze devastanti". Citando parole e frasi dalla bozza, ha sostenuto che il 77% degli americani allora coperti da assicurazione vedrebbe un declassamento delle proprie polizze e la maggior parte non sarebbe in grado di mantenere i propri medici ma sarebbe costretta a pagare organizzazioni di mantenimento della salute controllate (HMO), che fornirebbero solo le cure più basilari. Secondo McCaughey, i piani dell'HMO non pagherebbero per le visite a specialisti o per un secondo parere.

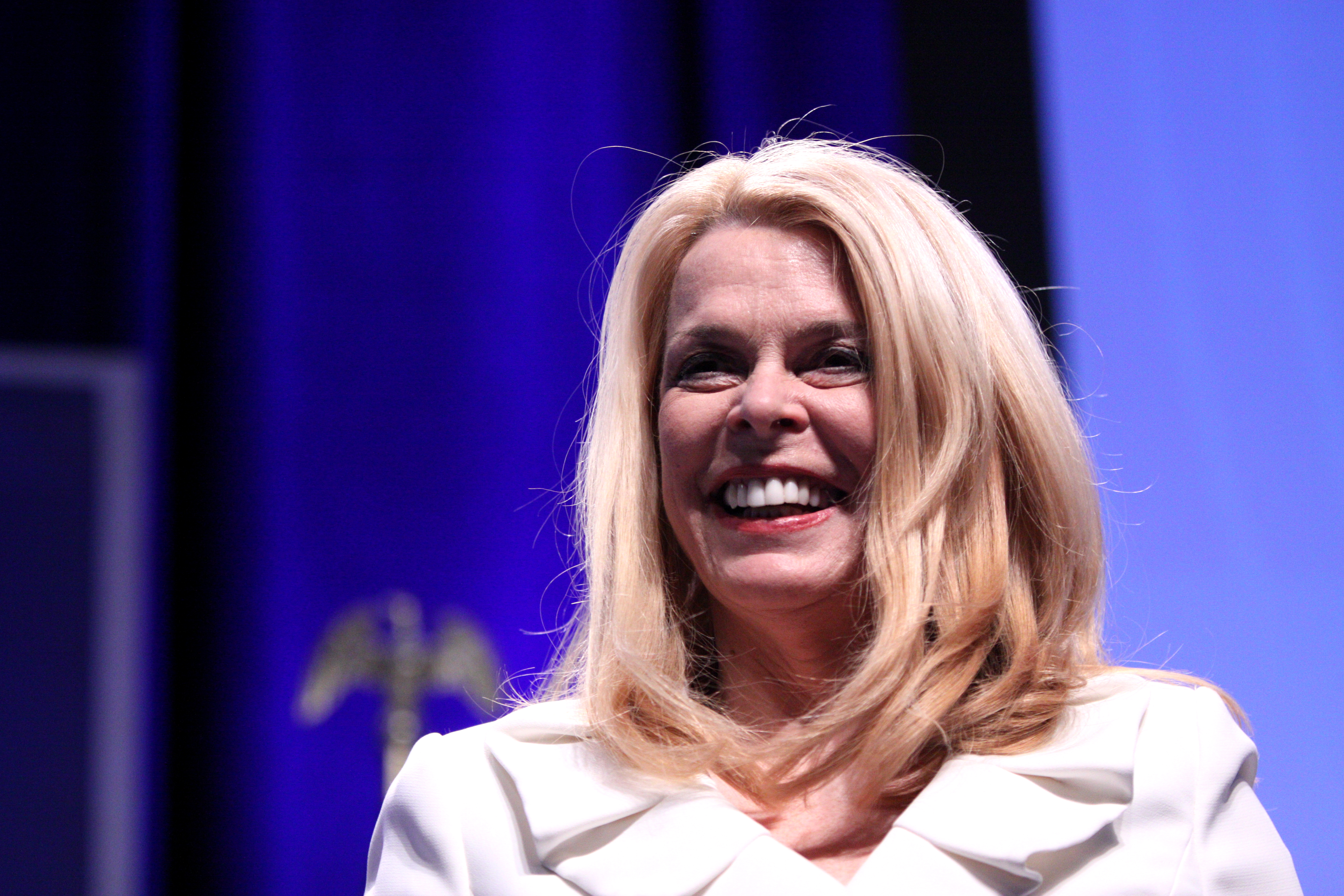
McCaughey nel 2011

Alla fine di novembre 1993, il disegno di legge per il piano sanitario Clinton del 1993 è stato presentato al Congresso e reso pubblicamente disponibile. Il Wall Street Journal ha quindi pubblicato un altro articolo di McCaughey in cui affermava di aver esaminato attentamente l'intero disegno di legge concludendo che aveva controlli sui prezzi che avrebbero causato il razionamento e cheil disegno di legge era pericoloso. McCaughey ha poi scritto un articolo di cinque pagine intitolato "No Exit", che è apparso come storia di copertina di The New Republic ed è stato pubblicato pochi giorni prima del discorso del presidente Clinton sullo stato dell'Unione del 1994. Una nota interna dell'azienda produttrice di tabacco Philip Morris, datata marzo 1994, indicava che i rappresentanti della Philip Morris avevano collaborato con McCaughey mentre scrriveva "No Exit". (Quando il memo è stato discusso in una storia del 2009 su Rolling Stone, McCaughey ha rifiutato di commentare).
L'articolo "No Exit" di McCaughey è stato rapidamente utilizzato da funzionari e commentatori conservatori che cercavano di screditare il piano Clinton. Il senatore Bob Dole, nella risposta del Partito Repubblicano allo Stato dell'Unione del Presidente, ha utilizzato alcuni degli argomenti di McCaughey su meno scelte, qualità inferiore e maggiore controllo da parte del governo. Il progetto per il futuro repubblicano di Bill Kristol lanciò rapidamente pubblicità televisive con citazioni dai due editoriali di McCaughey sul Wall Street Journal e dal suo articolo su The New Republic. L'editorialista di Newsweek George Will utilizzò gli scritti di McCaughey come base per predire che il piano sanitario di Clinton avrebbe ucciso i pazienti e reso illegale per i pazienti pagare direttamente i medici per le cure, con pene detentive di 15 anni per i pazienti che avessero tentato di farlo.
L'ufficio stampa della Casa Bianca di Clinton ha risposto all'articolo "No Exit" di McCaughey sostenendo che conteneva "numerose inesattezze fattuali e dichiarazioni fuorvianti". McCaughey ha risposto che le sue affermazioni provenivano "direttamente dal testo del disegno di legge". I sostenitori del piano Clinton hanno messo in dubbio le affermazioni di McCaughey, comprese le sue affermazioni secondo cui "la legge ti impedirà di uscire dal sistema per acquistare una copertura sanitaria di base che ritieni migliore" e che "i medici possono essere pagati solo dal piano Clinton, non da te", facendo riferimento al testo della legislazione come la Sezione 1003: "Nulla in questa legge deve essere interpretato come un divieto... Un individuo dall'acquistare qualsiasi servizio sanitario."
Secondo il Washington Post, l'articolo "No Exit", la risposta della Casa Bianca e le successive interviste televisive e radiofoniche con McCaughey l'hanno resa una star: "Il suo bell'aspetto a trentadue denti, i suoi abiti aderenti, il Vassar BA e il Columbia PhD ridotti proprio in poltiglia."
Il disegno di legge si fermò e morì al Congresso nel 1994, e l’anno successivo Clinton si ridusse a chiedere al Congresso una serie di piccole riforme incrementali per l’assistenza sanitaria. L'articolo "No Exit" ha vinto il National Magazine Award per l'eccellenza nell'interesse pubblico. Andrew Sullivan, l'editore di The New Republic, in seguito dichiarò di ritenere che ci fossero dei difetti nell'articolo di McCaughey, ma lo interpretò "come una provocazione al dibattito". Nel 2006, un nuovo editore ritrattò la vicenda.
Nel 2009, The Daily Beast l'ha definita "La donna che ha ucciso l'assistenza sanitaria".

### Vice Governatore di New York, 1995–1998
In seguito all'attenzione nazionale che McCaughey ricevette nel dibattito sulla legislazione sanitaria degli anni '90, Pataki, un senatore dello stato di New York candidato alla carica di governatore, la scelse come sua compagna di corsa. McCaughey ha detto di aver accettato la nomina credendo che sarebbe stata la "persona di riferimento per la politica sanitaria" di Pataki. Dopo aver vinto le elezioni, ha detto Pataki al New York Times, McCaughey avrebbe avuto "responsabilità molto reali e significative" come vice governatore. McCaughey fu inizialmente incaricato da Pataki di lavorare sulla politica educativa e sulla riduzione del budget Medicaid di New York. Nel gennaio 1995, McCaughey aveva prodotto una serie di raccomandazioni che richiedevano il taglio dei costi da parte degli ospedali e delle case di cura in modo che i poveri non dovessero sopportare l'intero peso del pareggio del bilancio Medicaid dello stato attraverso una riduzione dei loro benefici. Tuttavia, le raccomandazioni di McCaughey furono ampiamente ignorate. 

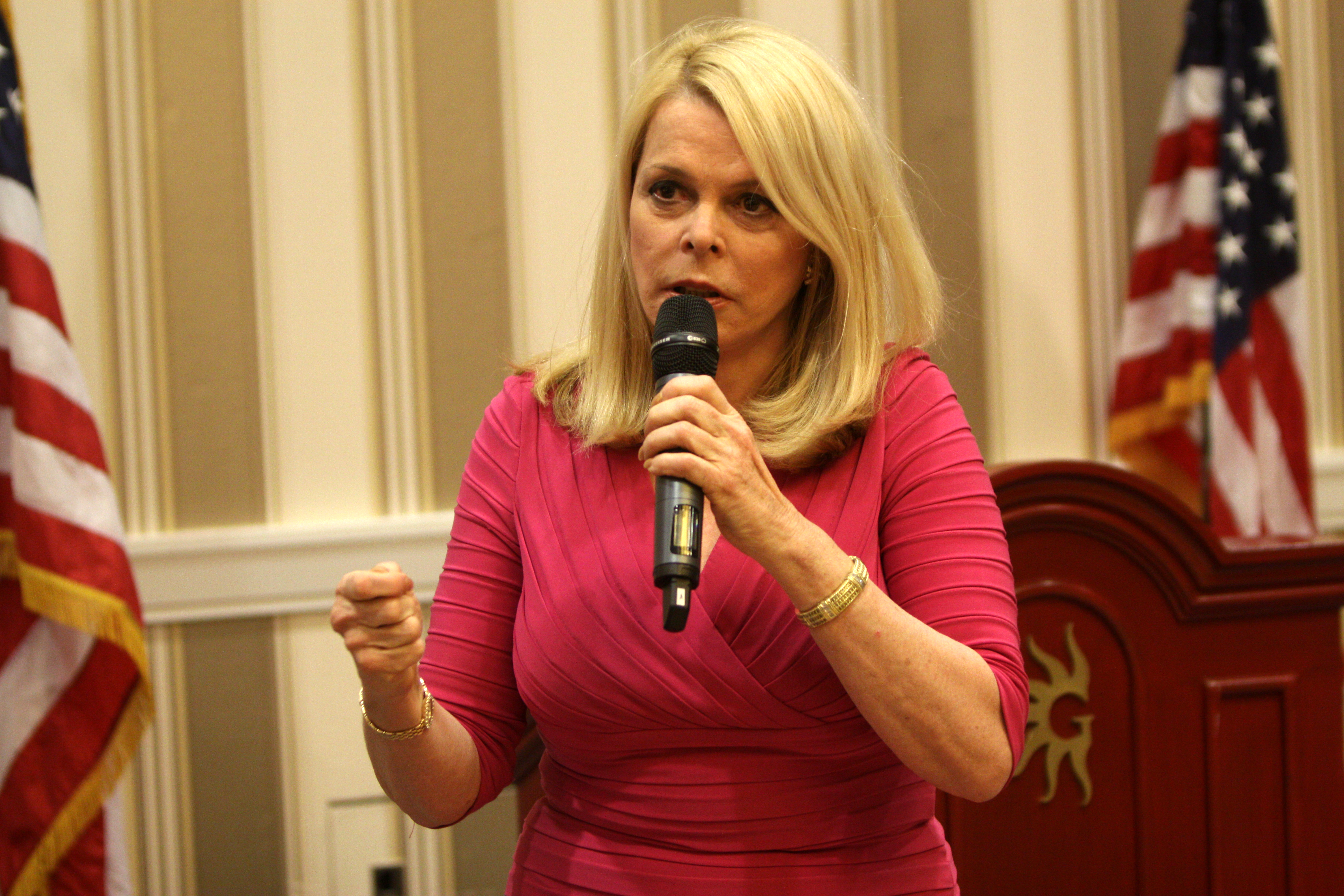
McCaughey nel 2013

Dopo che Pataki si rifiutò di dare a McCaughey il permesso di condurre uno studio sugli abusi sui minori, ne fece comunque uno e ne annunciò pubblicamente i risultati. McCaughey è stata pubblicamente critica nei confronti dei tagli proposti dal governatore a Medicaid e ha tenuto un discorso a favore della scelta. Nel marzo 1996, il New York Times riferì che McCaughey era stata esclusa dalla cerchia ristretta del governatore perché aveva violato le "regole non scritte" del ruolo convenzionale del vice governatore. Invece di seguire il protocollo come vice governatore sedendosi con tutti gli altri durante il discorso sullo stato dello stato di Pataki alla legislatura nel 1996, McCaughey rimase in piedi per l'intera durata del discorso di 56 minuti, attirando ulteriormente l'attenzione su di sé a spese del governatore. Nella primavera del 1997, il governatore Pataki annunciò che McCaughey non sarebbe stata la sua compagna di corsa quando si candidò per la rielezione nel 1998. In seguito scelse il giudice della Corte Suprema dello Stato di New York Mary Donohue per sostituirla.
Sebbene avesse sempre votato repubblicano alle elezioni presidenziali e assunto posizioni politiche repubblicane conservatrici, McCaughey improvvisamente cambiò idea avvicinandosi al partito democratico e presto annunciò l'intenzione di candidarsi a governatore contro Pataki. McCaughey è stata la più favorita nel processo di nomina del suo nuovo partito, in parte a causa del suo nome in tutto lo stato e del riconoscimento facciale e in parte a causa del sostegno finanziario del suo ricco marito. Durante la sua campagna per la carica di governatore, è stata criticata per aver licenziato una serie di assistenti elettorali e consiglieri politici e per aver forse cambiato le sue convinzioni politiche fondamentali per apparire più eleggibile agli elettori di New York. Mentre i numeri dei suoi sondaggi d'opinione diminuivano, suo marito le portò via più della metà dei fondi che aveva promesso alla sua campagna.

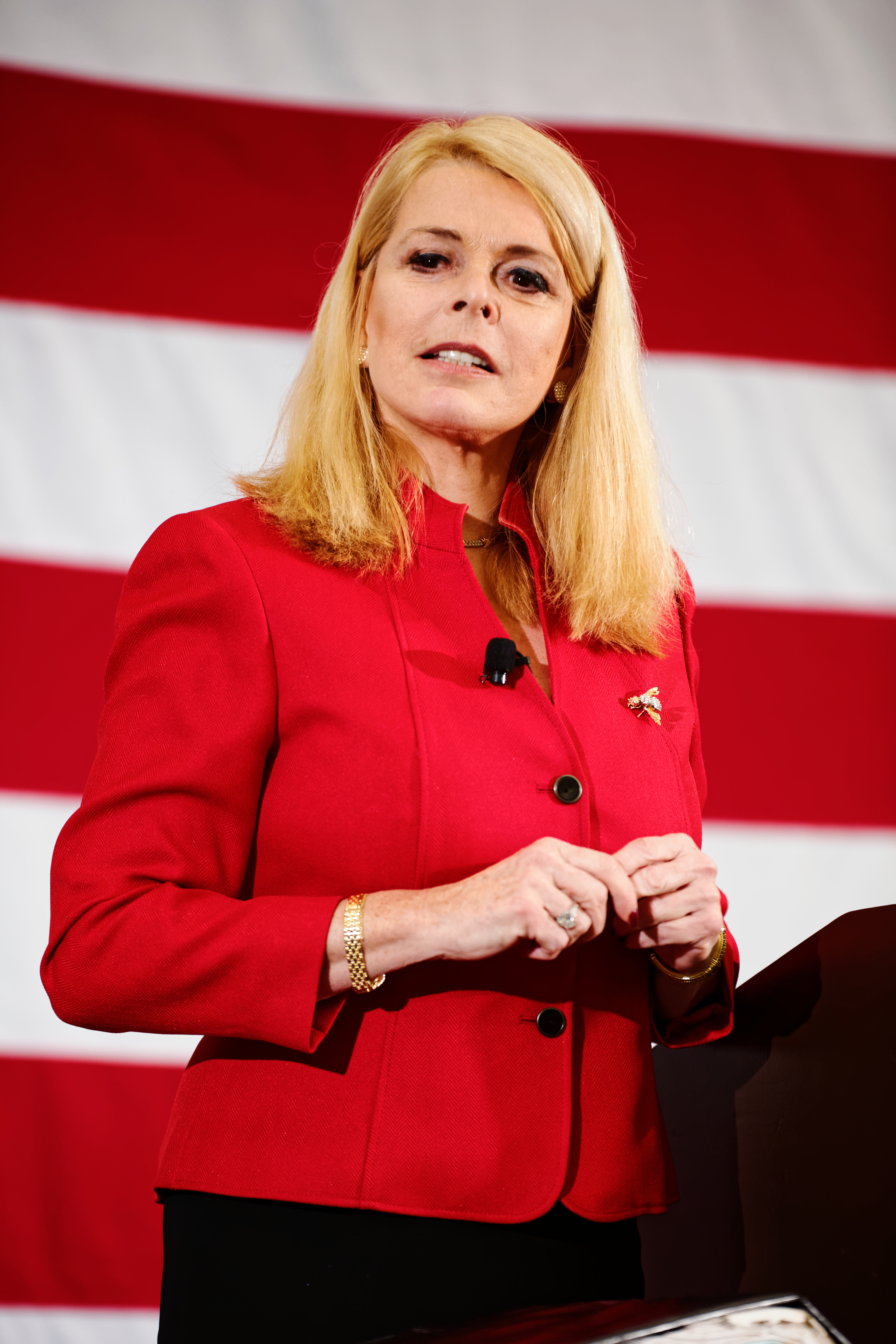
McCaughey nel 2015

McCaughey è stata sconfitta alle primarie democratiche dal consigliere comunale di New York Peter Vallone (che ha poi perso le elezioni generali contro Pataki, dal 54% al 33%). McCaughey aveva precedentemente ricevuto la nomina a governatore del Partito Liberale di New York ed era rimasta alle elezioni generali. La campagna di McCaughey ha ottenuto poco sostegno e ha ricevuto solo l'1,65% dei voti generali per la carica di governatore. Dopo le elezioni, ha divorziato e ha poi citato in giudizio il suo ex marito per "frode da 40 milioni di dollari", sostenendo che lui aveva promesso di finanziare la sua campagna incondizionatamente.

## Vita privata
Nel 1972 sposò Thomas K. McCaughey, incontrato al college. Laureato allo Yale College, stava lavorando per diventare banchiere di investimento. I McCaughey si separarono nel 1992 e divorziarono nel 1994, con McCaughey e il suo ex coniuge che condividevano l'affidamento congiunto delle loro tre figlie. Nel gennaio 1993, ha presentato una dichiarazione giurata nel suo procedimento di divorzio in cui ha affermato di non aver avuto guadagni annuali dal lavoro durante la maggior parte dei 18 anni del suo matrimonio con Thomas e di non aver mai guadagnato più di 20.000 dollari all'anno tranne nel 1990, quando ha "venduto un'idea alla televisione Fox per una somma inaspettata di 75.000 dollari".
Nel dicembre 1995 ha sposato un ricco banchiere di investimento e grande raccoglitore di fondi per il Partito Democratico, Wilbur Ross. Ha chiesto il divorzio nel novembre 1998.